# Poa androgyna
Poa androgyna är en gräsart som beskrevs av Eduard Hackel. Poa androgyna ingår i släktet gröen, och familjen gräs. Inga underarter finns listade i Catalogue of Life.